# Olaus Jonæ Prosperius
Olaus Jonæ Prosperius, död 28 januari 1655 i Länna församling, var en svensk präst.

## Biografi
Olaus Prosperius blev 1619 komminister i Norrmalms församling. Han blev 28 april 1630 kyrkoherde i Danmarks församling och 1635 kyrkoherde i Länna församling. Prosperius var riksdagsman vid riksdagen 1638 och riksdagen 1643. Han blev före 26 februari 1649 prost och var predikant vid prästmötet 1643 i Uppsala. Prosperius avled 1655 i Länna församling.

### Familj
Prosperius var gift med Anna Pedersdotter (död 1657). De fick tillsammans barnen borgmästaren Gustaf Prosperius i Halmstad, kyrkoherden Olaus Prosperius (1627–1681) i Arbrå församling, kyrkoherden Petrus Prosperius (1635–1688) i Norrtälje församling, Anna Prosperius som var gift med kyrkoherden Petrus Johannis Belingius i Enköpings församling, Elisabeth Prosperius och Catharina Prosperius.